# Sposi
Sposi è un film a episodi girato nel 1988 da Pupi Avati, Cesare Bastelli, Felice Farina, Antonio Avati, Luciano Manuzzi e con i titoli di testa del film girati in 16 mm dal giovane regista Luca Manfredi (incaricato dall'amico Luciano Emmer), che andò a riprendere dei veri matrimoni in numerose chiese di Roma, insieme al suo operatore Roberto Benvenuti, e con il finale del film di Luciano Emmer, dedicato postumo all'attore Nik Novecento, deceduto durante la fase di post produzione.

## Trama

### 1º episodio
- Regia di Pupi Avati

Luca è un presentatore televisivo in declino che trascorre una deprimente estate cercando disperatamente un ruolo come conduttore, anche se ne rifiuterá uno, arrovellandosi sul modo di tornare alla ribalta. Per ritrovare la popolarità perduta viene consigliato dai suoi assistenti a contrarre matrimonio con accorgimenti che facciano scalpore sui rotocalchi. Rassegnato all'espediente, con disarmante cinismo propone la combine ad Assunta, una donna che cerca lavoro come segretaria, ma già nota all'opinione pubblica come vittima di violenza carnale.

### 2º episodio
- Regia di Cesare Bastelli

Mario è un maturo e ricco uomo d'affari alle prese con la giovanissima amante Silvia, sua ospite in un lussuoso albergo bolognese. Nonostante la grande esperienza di cose della vita, Mario è dibattuto tra la razionale analisi di un rapporto improbabile e la volontà di trovare certezze nelle contraddittorie parole della ragazza e positivi significati nei capricci della sua età.

### 3º episodio
- Regia di Felice Farina

Giunto al porto di Fiumicino per una sconclusionata vendita di cavalli da corsa, Robby incontra casualmente l'ex moglie Federica, a dieci anni dal loro divorzio, dove la trova insieme al suo nuovo marito, ridotto in modo malconcio. Condivideranno un breve percorso, tra piacevoli nostalgie del passato e amare considerazioni sul presente.

### 4º episodio
- Regia di Antonio Avati

Il ventenne Davide è maschera in un cinema della periferia di Roma. Ingenuo oltre il limite dello sprovveduto, tenta goffamente di sottrarsi al matrimonio riparatore cui è chiamato dalla non più giovane cassiera Giovanna, da lui messa incinta.

### 5º episodio
- Regia di Luciano Manuzzi

Giacomo, partito in cerca di fortuna, dopo averla trovata torna a Cesena a bordo di una lussuosa automobile. La sua intenzione è di convincere il bizzarro amico d'infanzia Nerone a fargli da testimone per le imminenti nozze con la fidanzata Tatiana, scatenando gelosie e sospetti.

### Titoli di coda
Nei titoli di coda, diretti da Luciano Emmer, vengono rivelati gli epiloghi dei cinque racconti.

## Produzione
La sceneggiatura è composta da cinque storie, ognuna diretta da un regista diverso, le quali narrano le vicissitudini di cinque coppie in crisi che si svolgono in luoghi e con protagonisti diversi e sono accomunate solo dal compiersi nello stesso giorno: il 13 agosto.
Il montaggio del film è durato una sola settimana.